# ポンティアック・サンファイア
サンファイア (Sunfire )は、GMが製造、ポンティアックブランドで販売していた乗用車である。

## 概要
ポンティアック伝統のスプリットグリルを付けているフロントマスクが特徴的であり、オプションとしては珍しくバイナルグラフィックが設定されている。エンジン部は2,189ccの直4DOHCで、最高出力140PS/5,600rpmと同種の中では比較的非力である。
2万4520ドルから販売されていたが、シボレー・コバルトの開発によるGMグループの小型車再編により、ポンティアック・G5に後身を譲り2005年生産終了となった。

## 車名の由来
「サンファイア」は、英語で「太陽の火」を意味する。